# Branderslev (stad)
Branderslev is een plaats in de Deense regio Seeland, gemeente Lolland, en telt 231 inwoners (2007).